# 代姆河畔埃佩涅
代姆河畔埃佩涅（法語：Épeigné-sur-Dême，法語發音：[epɛɲe syʁ dɛm]）是法国安德尔-卢瓦尔省的一个市镇，位于该省北部，和卢瓦-谢尔省及萨尔特省接壤，属于图尔区。

## 地理
代姆河畔埃佩涅（47°40'8"N, 0°36'49"E）面积21.08 平方千米，位于法国中央-卢瓦尔河谷大区安德尔-卢瓦尔省，该省份为法国中西部省份，北起萨尔特省、东北接卢瓦-谢尔省，东南接安德尔省，南至维埃纳省，西临曼恩-卢瓦尔省。
与代姆河畔埃佩涅接壤的市镇（或旧市镇、城区）包括：图赖讷地区比埃伊、代姆河畔舍米耶、讷维勒鲁瓦、维勒堡、维勒迪约堡、代姆河畔博蒙、迪赛苏库西永。

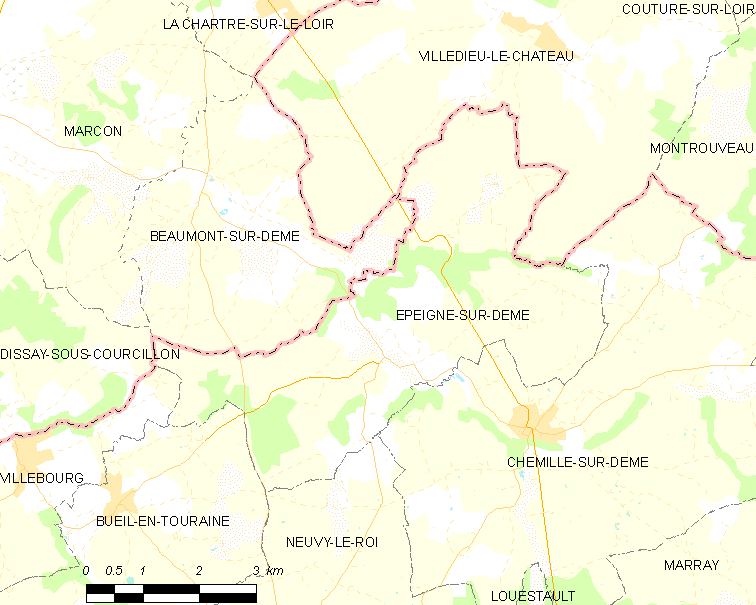
代姆河畔埃佩涅的OSM定位图

代姆河畔埃佩涅的时区为UTC+01:00、UTC+02:00（夏令时）。

## 行政
代姆河畔埃佩涅的邮政编码为37370，INSEE市镇编码为37101。

## 政治
代姆河畔埃佩涅所属的省级选区为雷诺堡县。

## 人口

1962-2008年间代姆河畔埃佩涅人口变化图示

代姆河畔埃佩涅于2022年1月1日时的人口数量为159人。